# Biserica de lemn din Roșioara

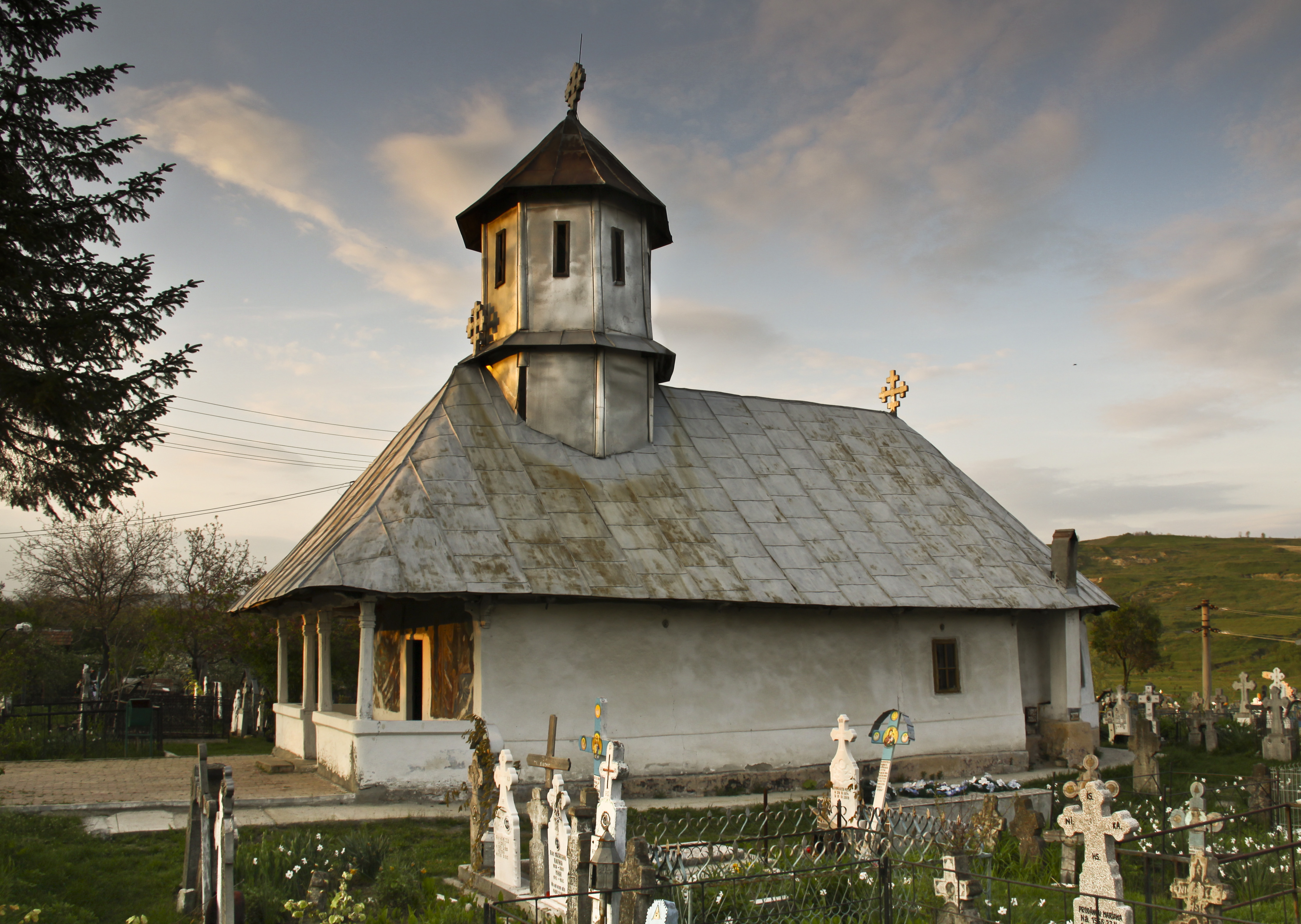
Biserica de lemn din Roşioara, vedere din sud-vest, foto: 2010

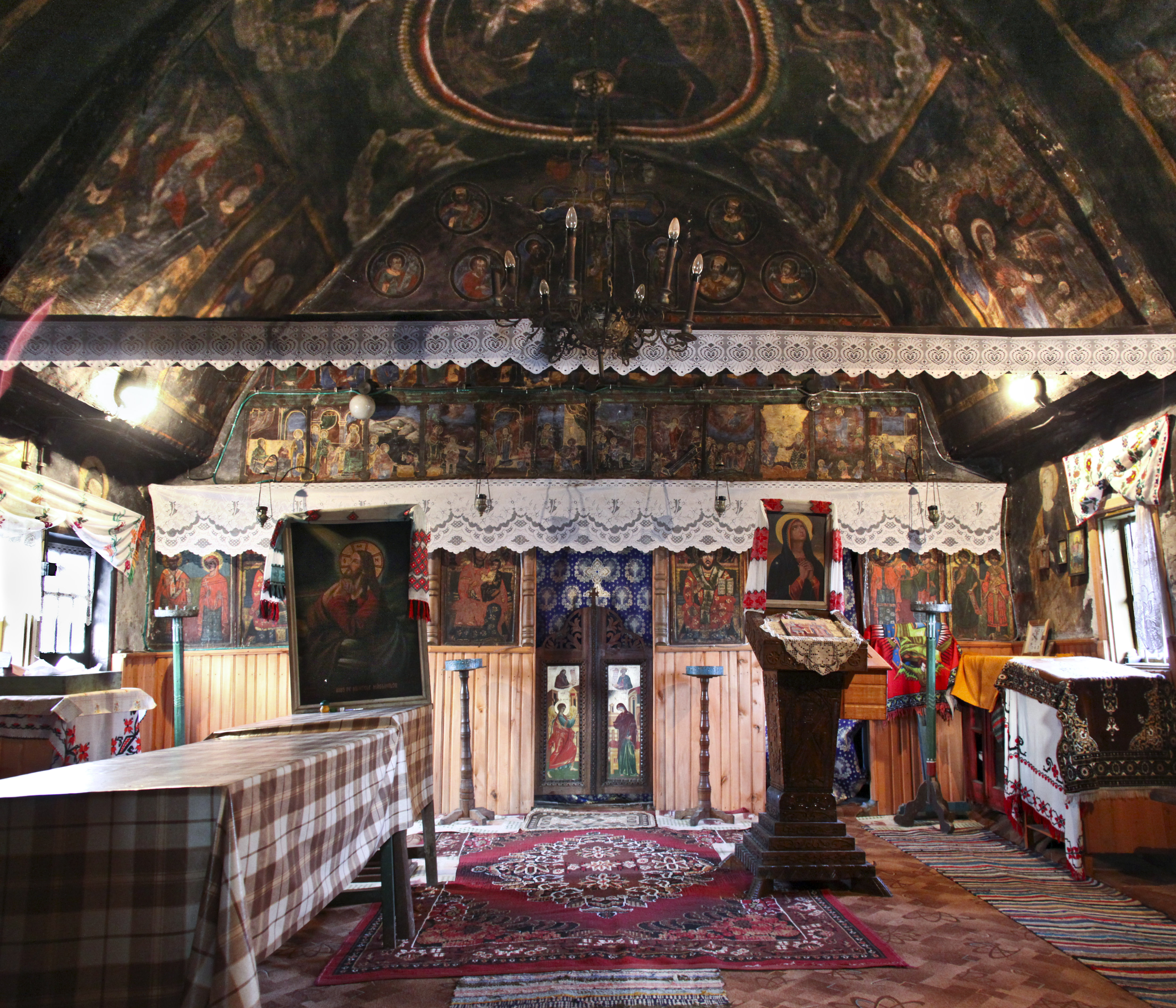
Interiorul bisericii, spre iconostas, foto: 2010

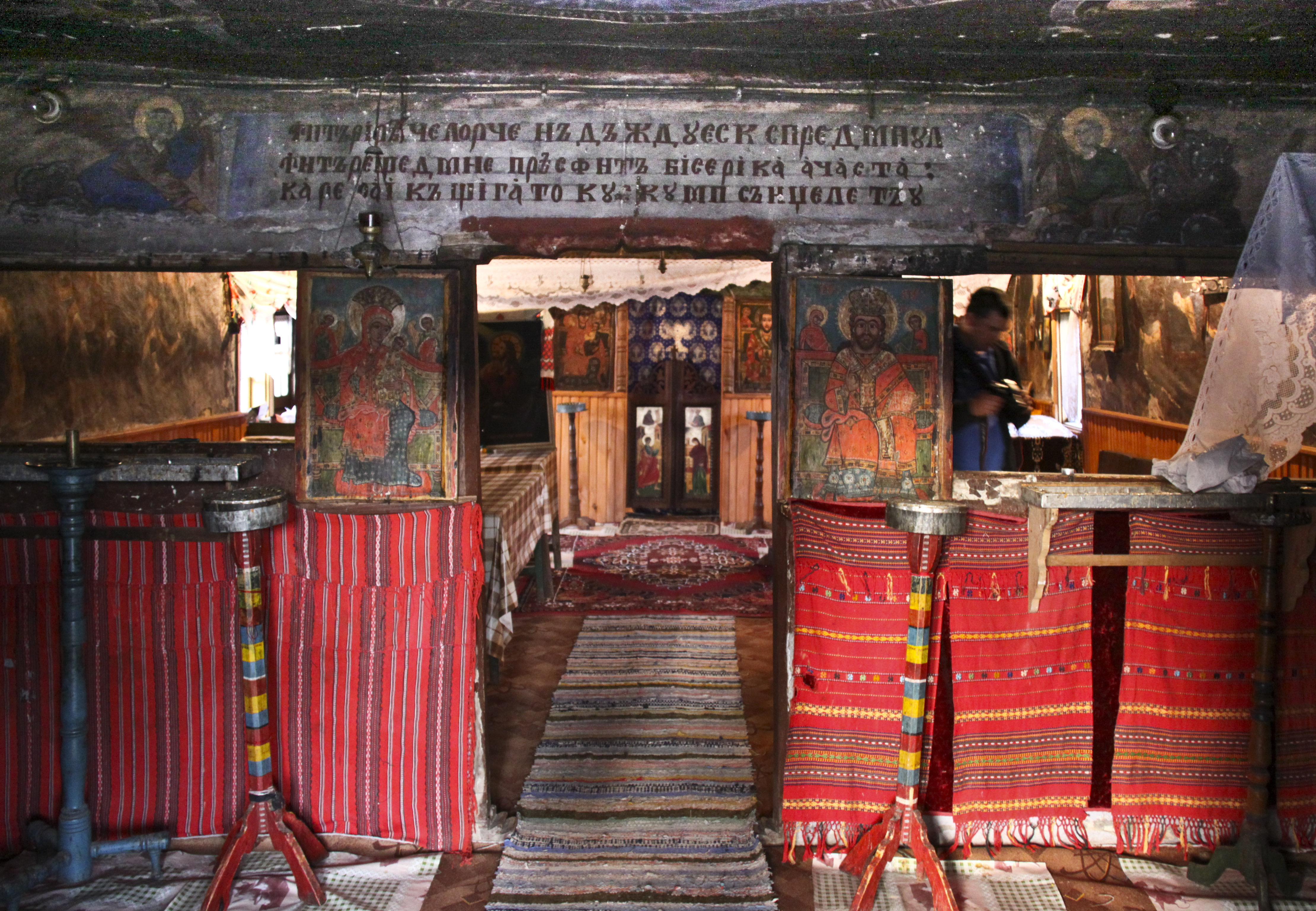
Tinda, intrarea în naos, peste care stă însemnat: „Întărirea celor ce nădăjduesc spre D[o]mnul, întăreşte doamne prea sf[â]ntă biserica aceasta: care o-ai căştigat-o cu scump săngele tău”, foto: aprilie 2010

Biserica de lemn din Roșioara se află în satul omonim Roșioara din localitatea Berbești, județul Vâlcea și poartă hramurile „Sfinții Voievozi”, „Intrarea în Biserică” și „Cuvioasa Paraschiva”. Vechimea ei nu este cunoscută doar momentul refacerii ei în forma actuală, prin pisania de la 1867. Se distinge prin pictura interioară și din pridvor, îndeosebi prin arhanghelii veghetori de la intrare, macheta bisericii din naos și prin pomelnicele din altar. Stenapii laterali sculptați cu ulcioare și altarul în șapte fețe dau un caracter aparte acestui lăcaș. Valoarea de document istoric și artistic o recomandă pentru includerea pe noua listă a monumentelor istorice.

## Istoric
Nu se cunoaște vechimea lăcașului din Roșioara, însă succesiunea de trei hramuri sugerează cel puțin două momente de rectitoriri anterioare. Vre-o veche pisanie s-ar mai putea afla sub stratul de tencuială din exterior sau din interior. Trăsăturile planimetrice și sculpturale caracteristice indică ridicarea ei probabilă în secolul 18.
Pe ușile împărătești apare o scurtă însemnare a zugravului: „Iilie zugravu Dozăscu 1856”. Această lucrare a premers lucrările ample de înoire a lăcașului între anii 1864-1867. Construcția a primit înfățișarea actuală în urma unei refaceri din temelie între anii 1864-1867, lucrări surprinse în pisania de peste intrare. Textul, în litere chirilice, destăinuie următoarele fapte și nume: „Cu ajutoriu prea Sfintei Treime: și a D[u]h[u]lui Sf[ânt]: amin: s-au ridicat această sf[â]ntă, dumn[e]zeiască biserică unde să prăsnuește cu hramu Intrării în Biserică a Maici[i] D[omnului]: împreună și al Sf[i]nților Voivoz[i] Mihail și Gavril și a sfintei C[u]v[ioasa] Paraschiva: începăndusă din temelie la leat 1864: în zilele fostului d[o]mn Ioan Alisandru Cuza voivod: și au luat săvarșirea la leatu 1867: în zilele prea nălțatului d[o]mn Carol înteai voivod: prin stăruința și osteniala d[omniilor] l[or] și anume înteai Matei Preda Iancu: cu soția sa Oprea: Ilie Toma: Gheorghe Ion Deaconu: Radu ..., Pătru sin Pătru Vlăduțu, Anghel Jitescu, c. m. n. [în Proești]: ier cât pentru zugrăveală: [s-au] găsit preotu Costandin Pranda din comuna Fometești de au plătit toată zugrăveala [pre cum] se veade: mai ajutorind și alți[i] care D[u]mnezău îi va ști: cu binecuvântarea [prea sfin]ți[i] sale părintele nostru episcop d. d. Calinic al Râmnicului ... 1867 s[eptemvr]ie 22”. Pisania surprinde momentul istoric de tranziție din timpul domniei lui Alexandru Ioan Cuza spre cel al regelui Carol I. Printre ctitori responsabili de pictarea bisericii a fost evidențiat preotul Constantin Pranda din Fometești, pe care îl întâlnim închipuit în altarul bisericii din Valea Babii.

## Imagini exterioare

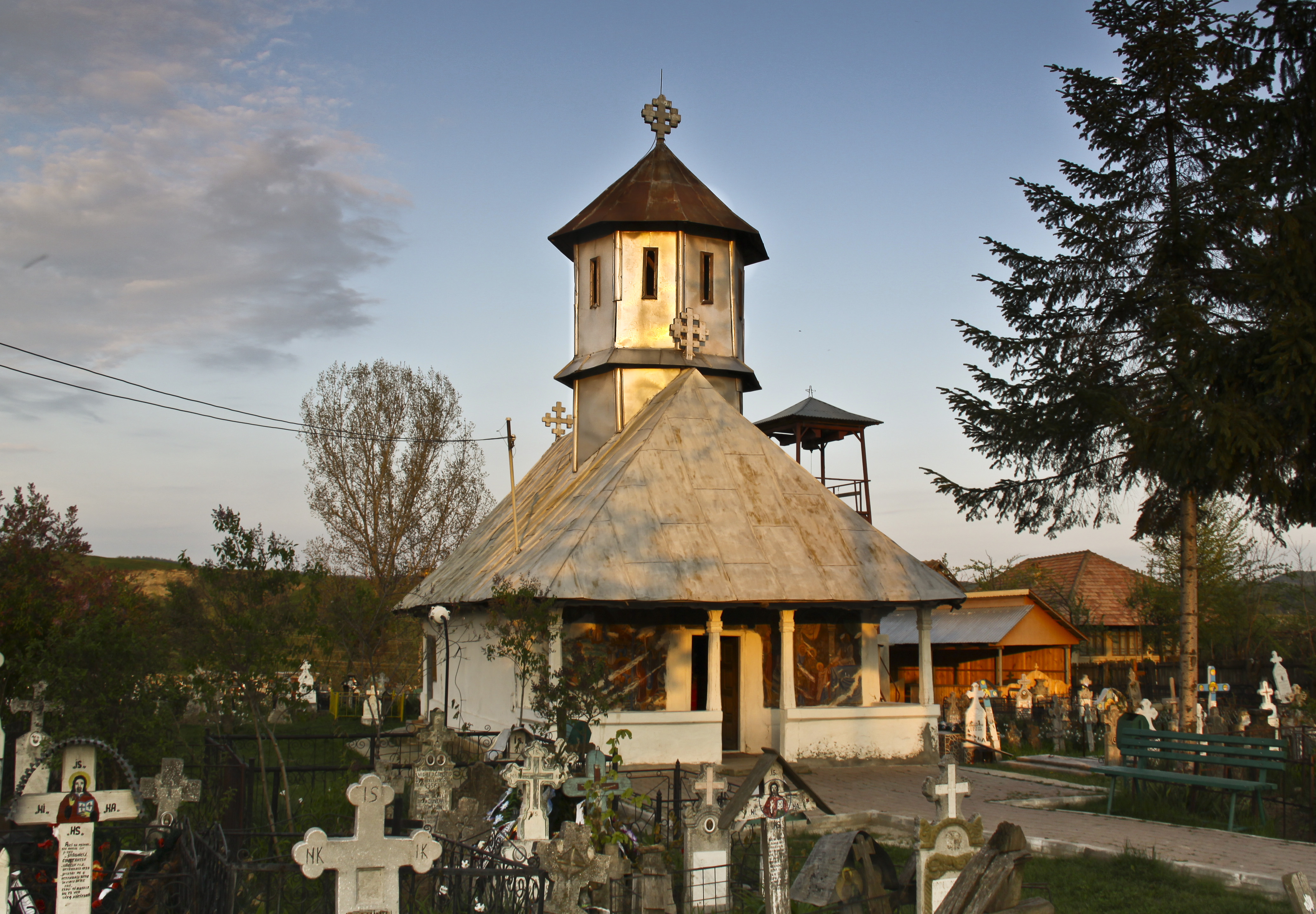
nord-vest
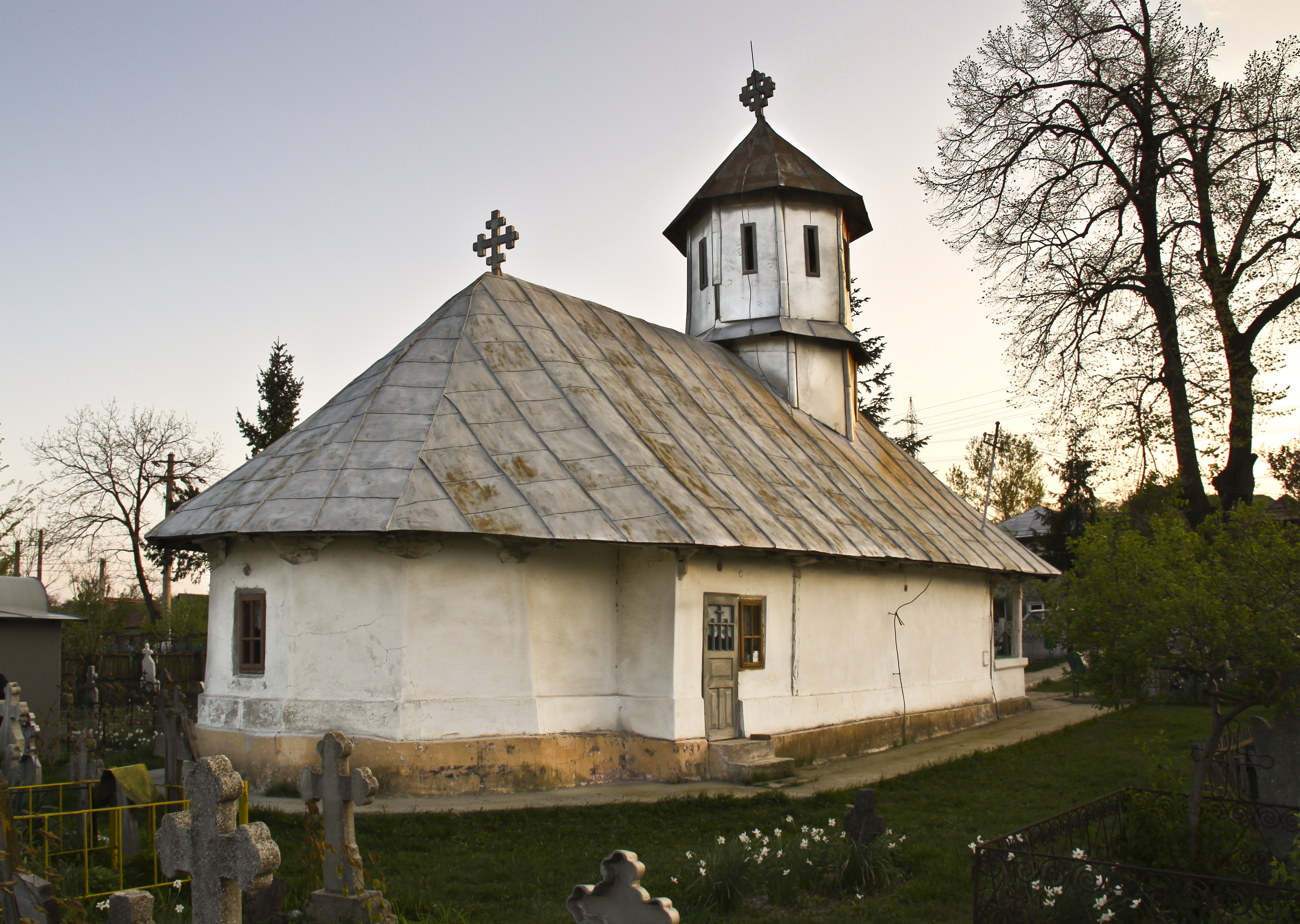
nord-est
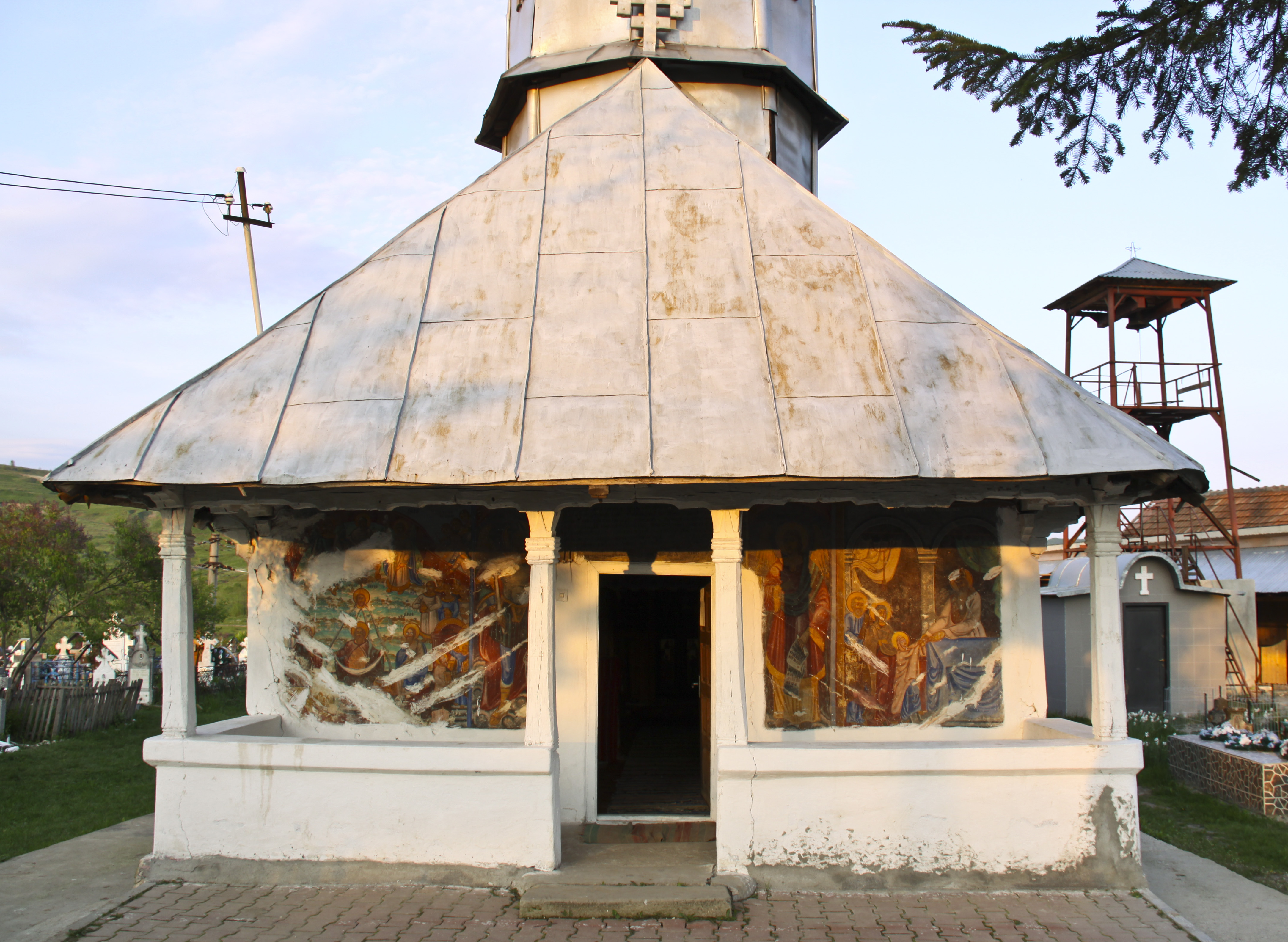
pridvor, intrare
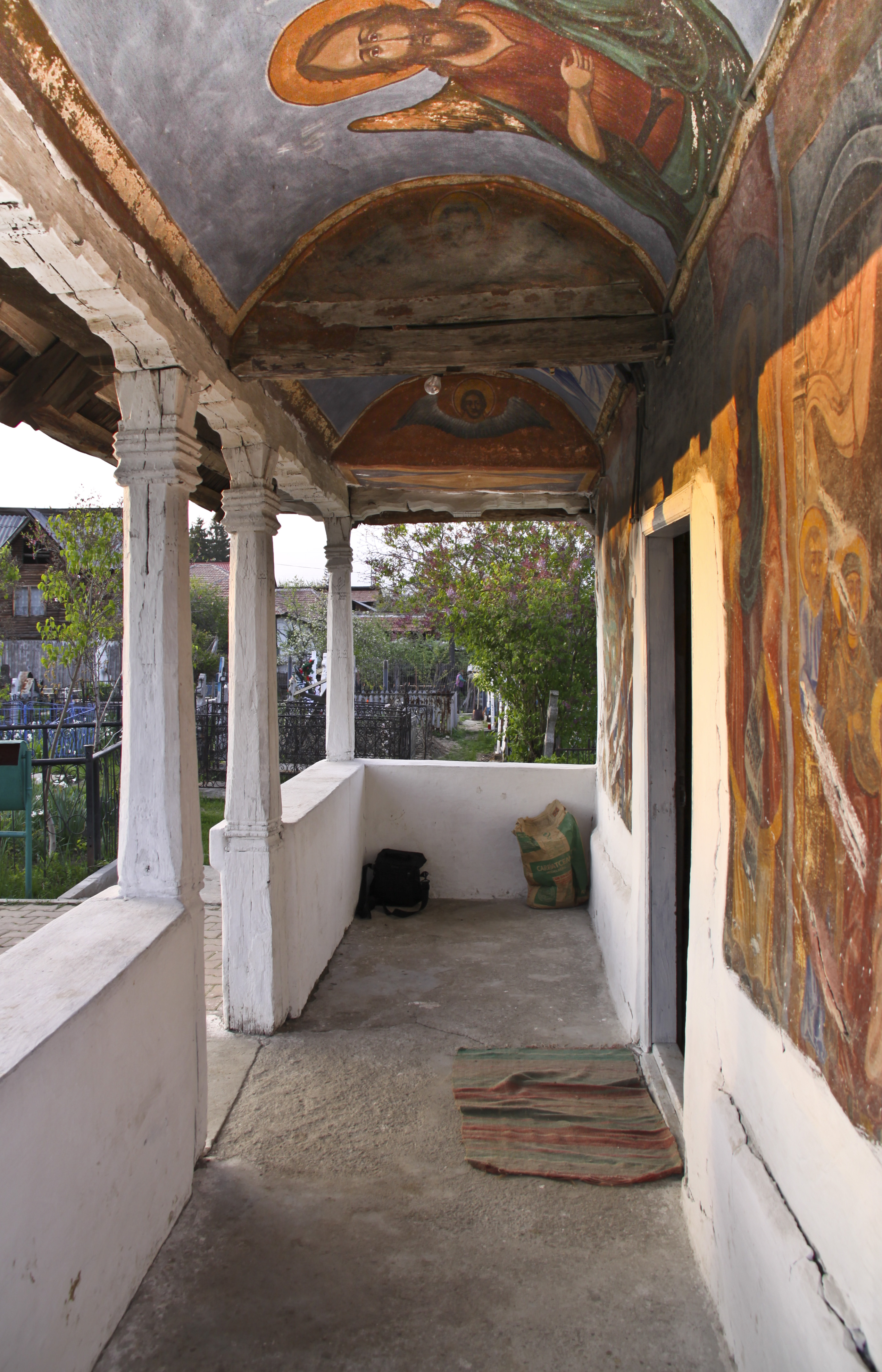
pridvor
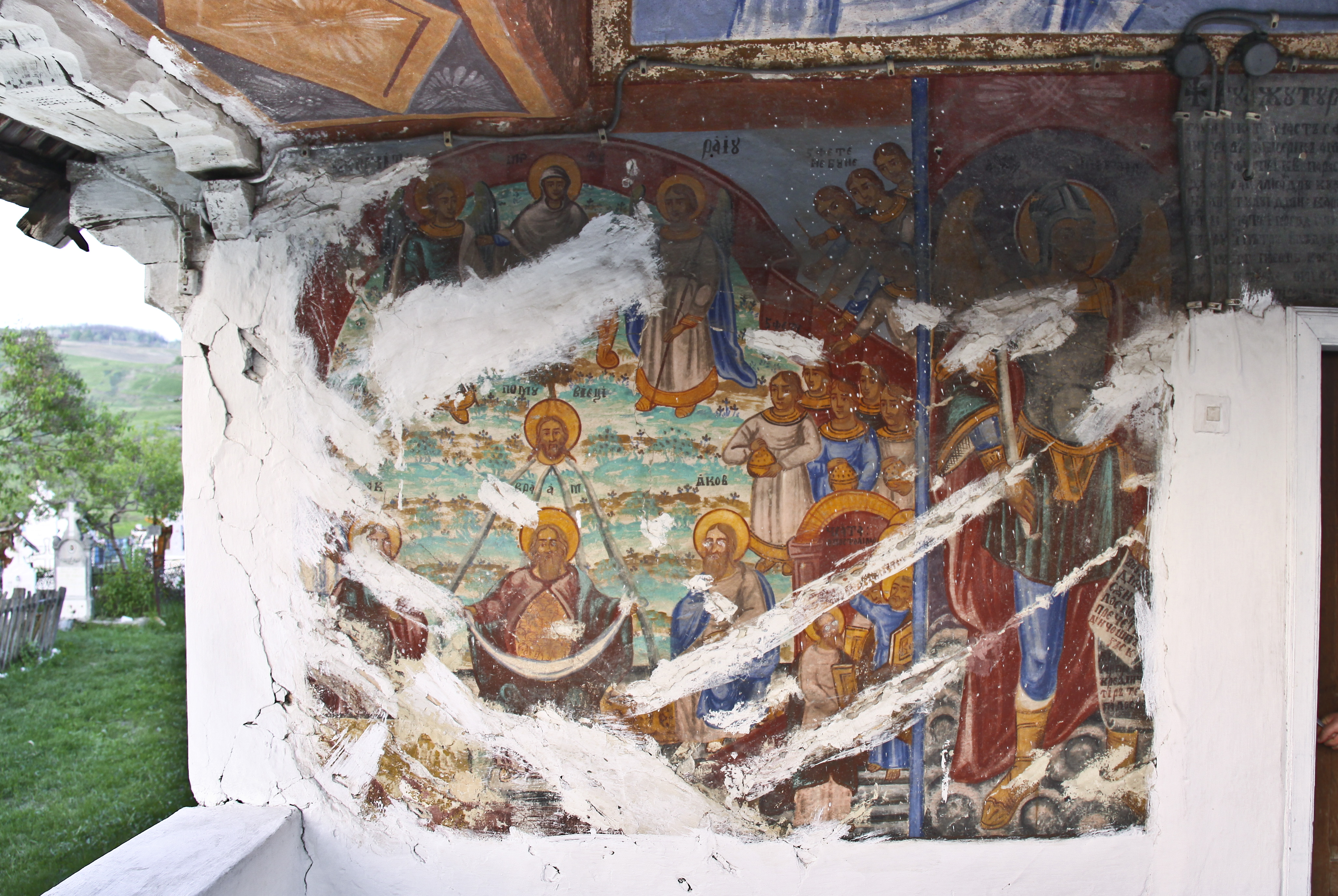
raiul
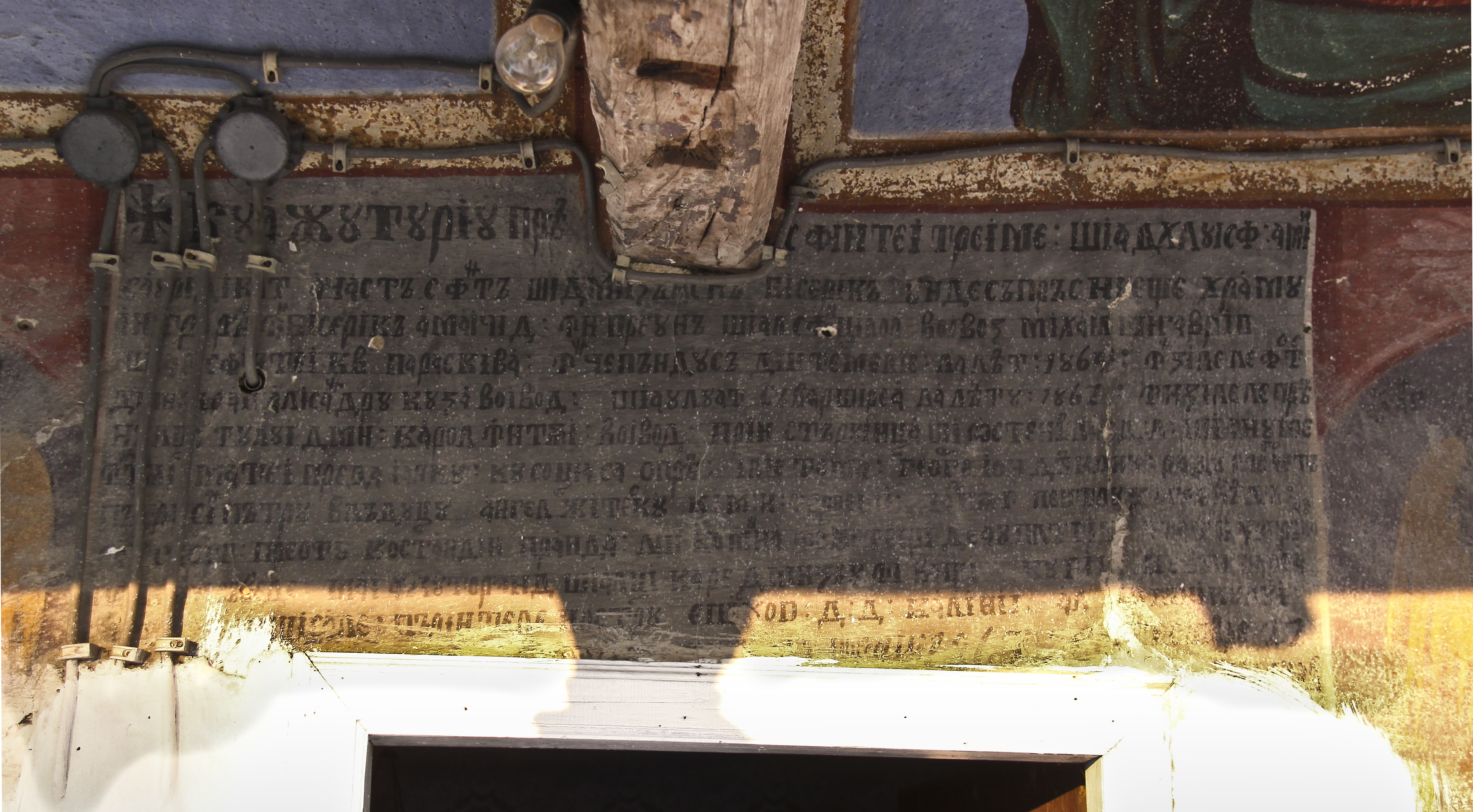
pisanie 1867
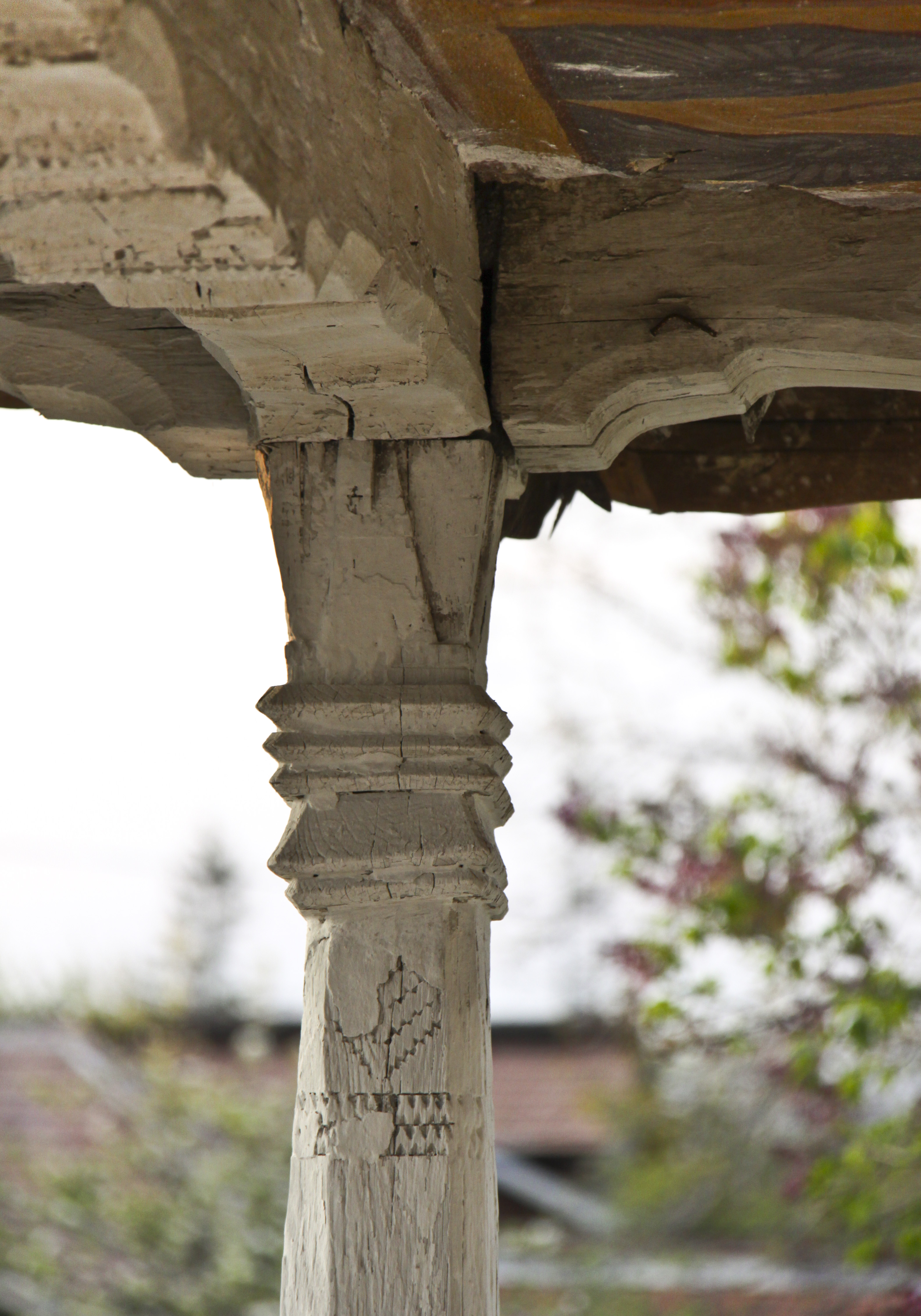
stâlp la pridvor
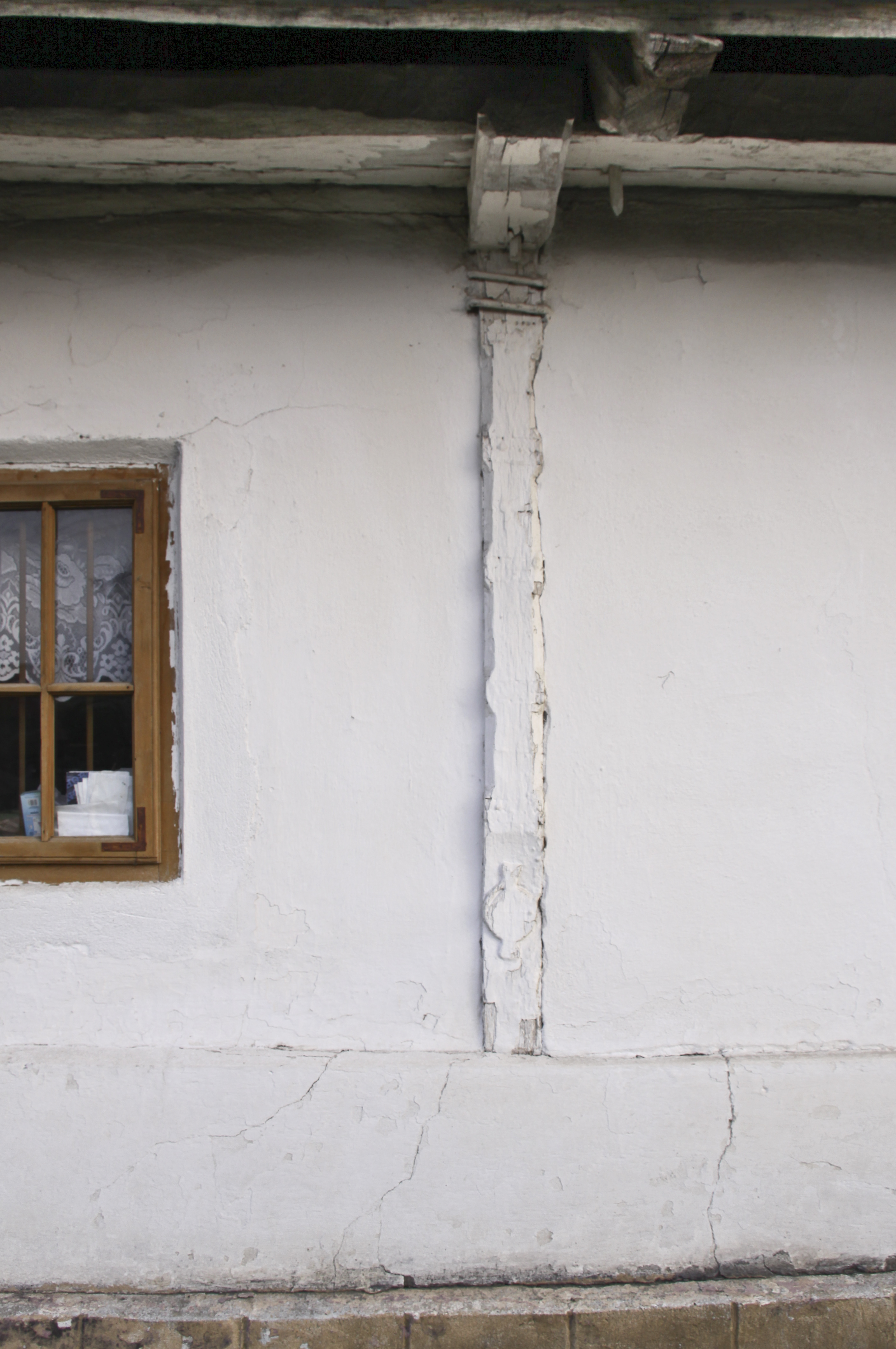
stenap
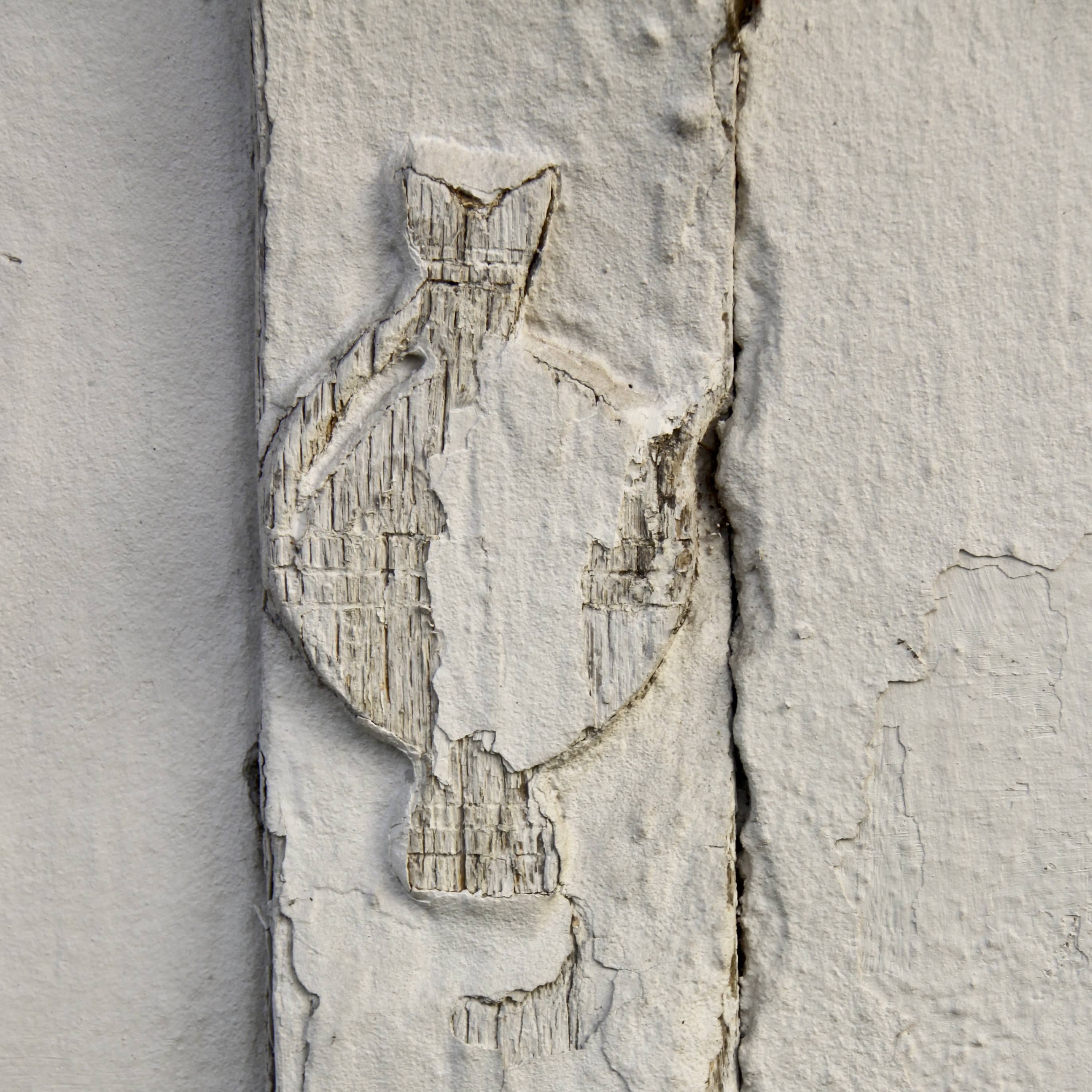
ulcior pe stenap
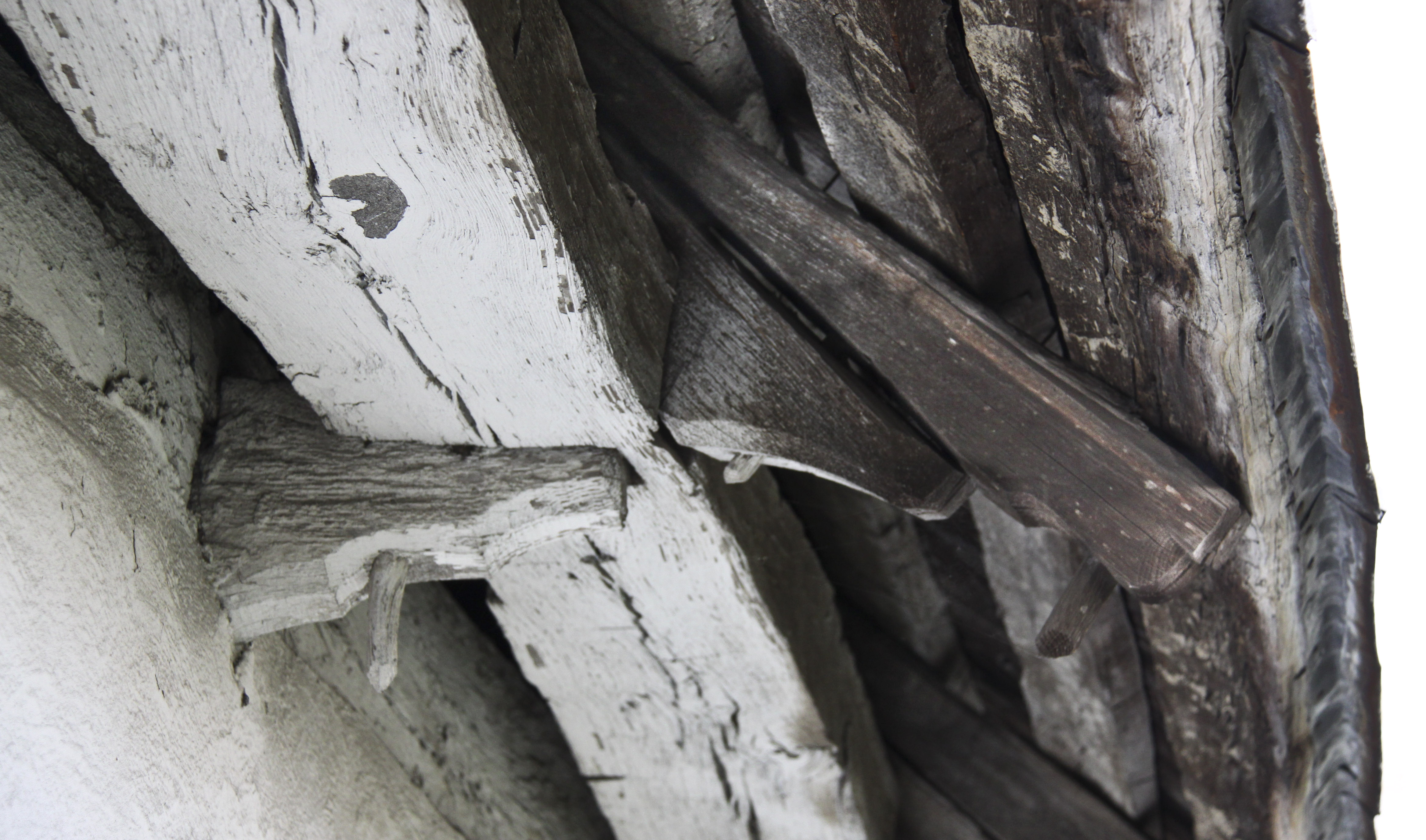
streaşină

## Imagini înăuntru

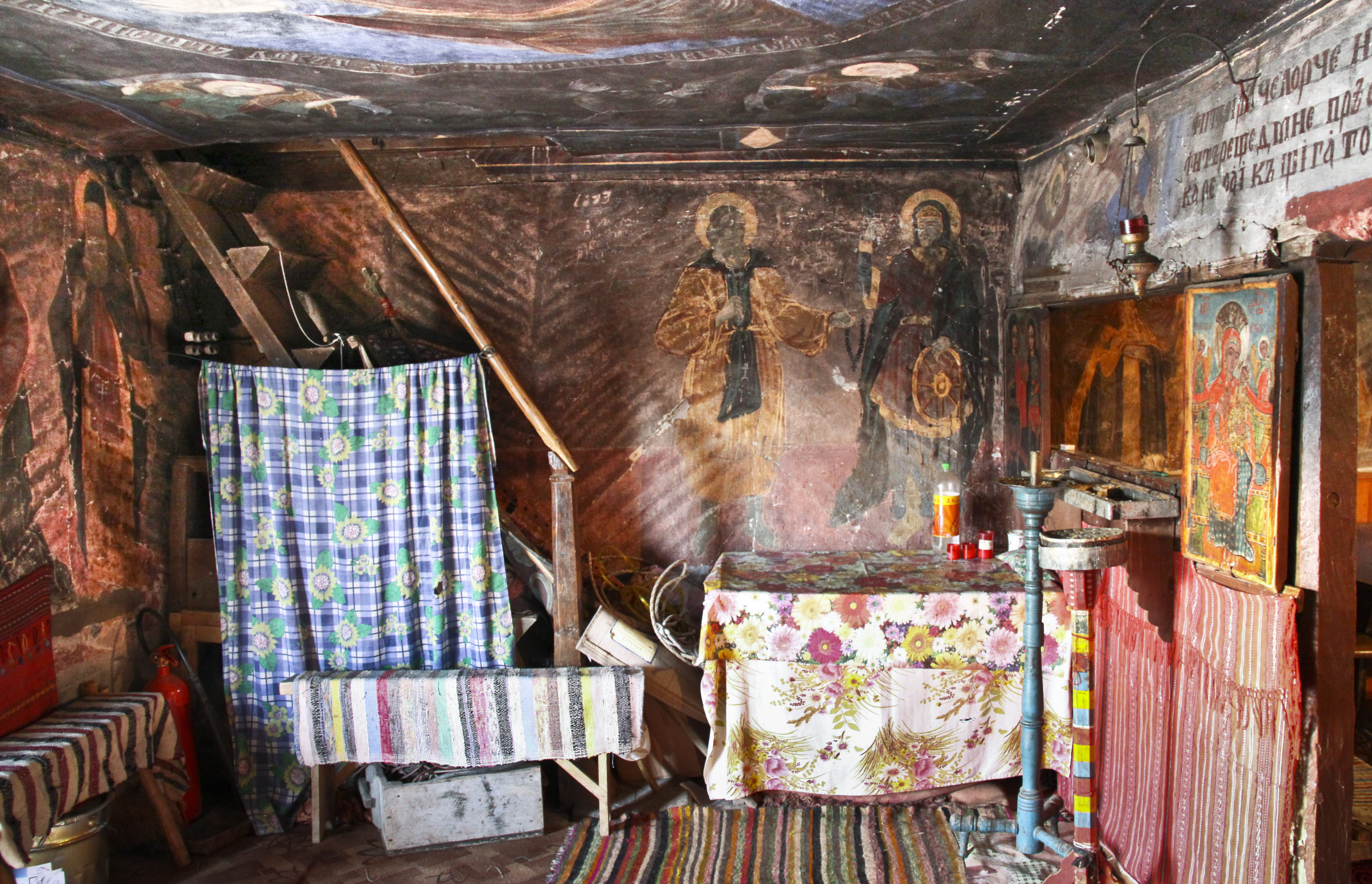
în tindă
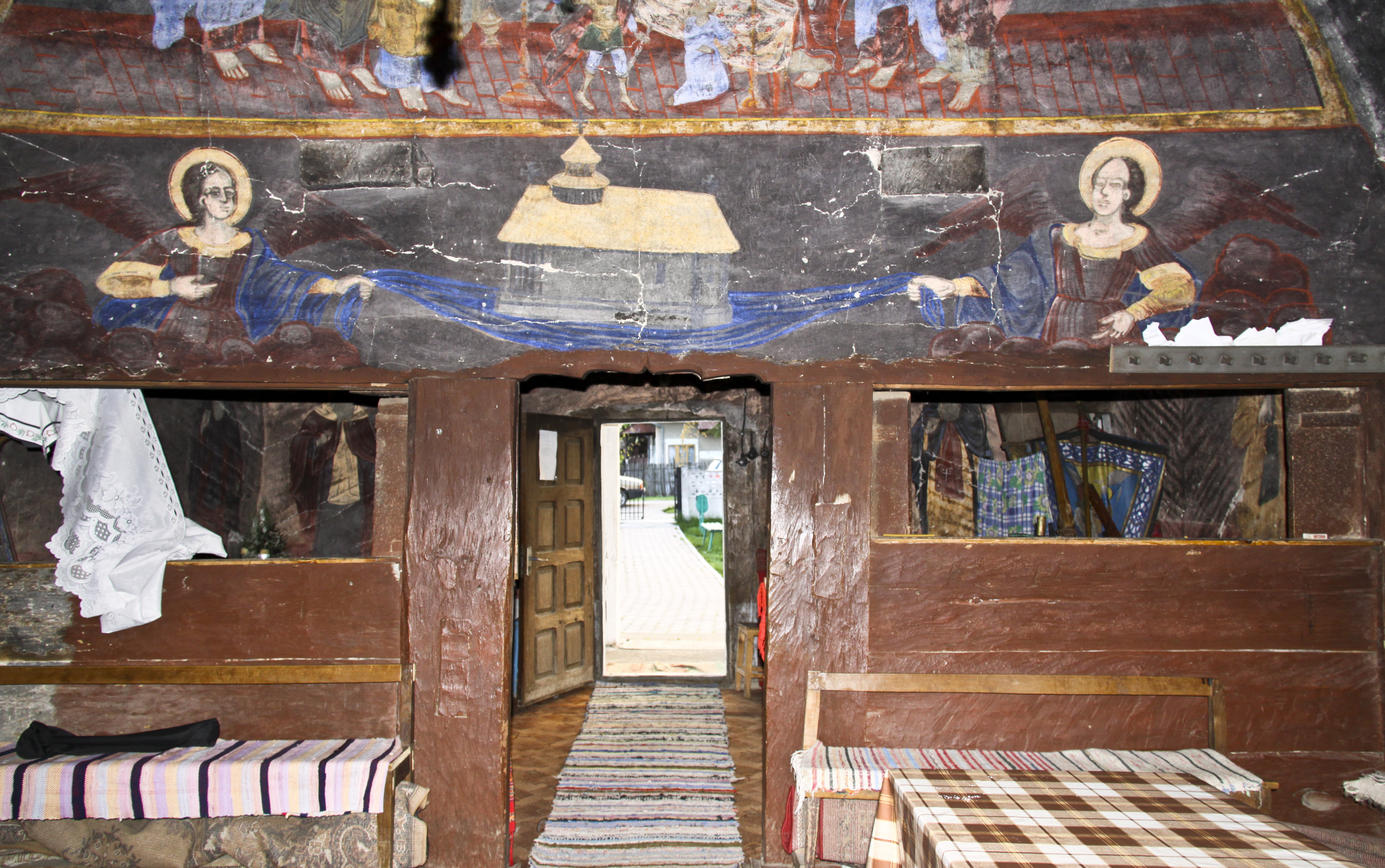
macheta bisericii, 1867
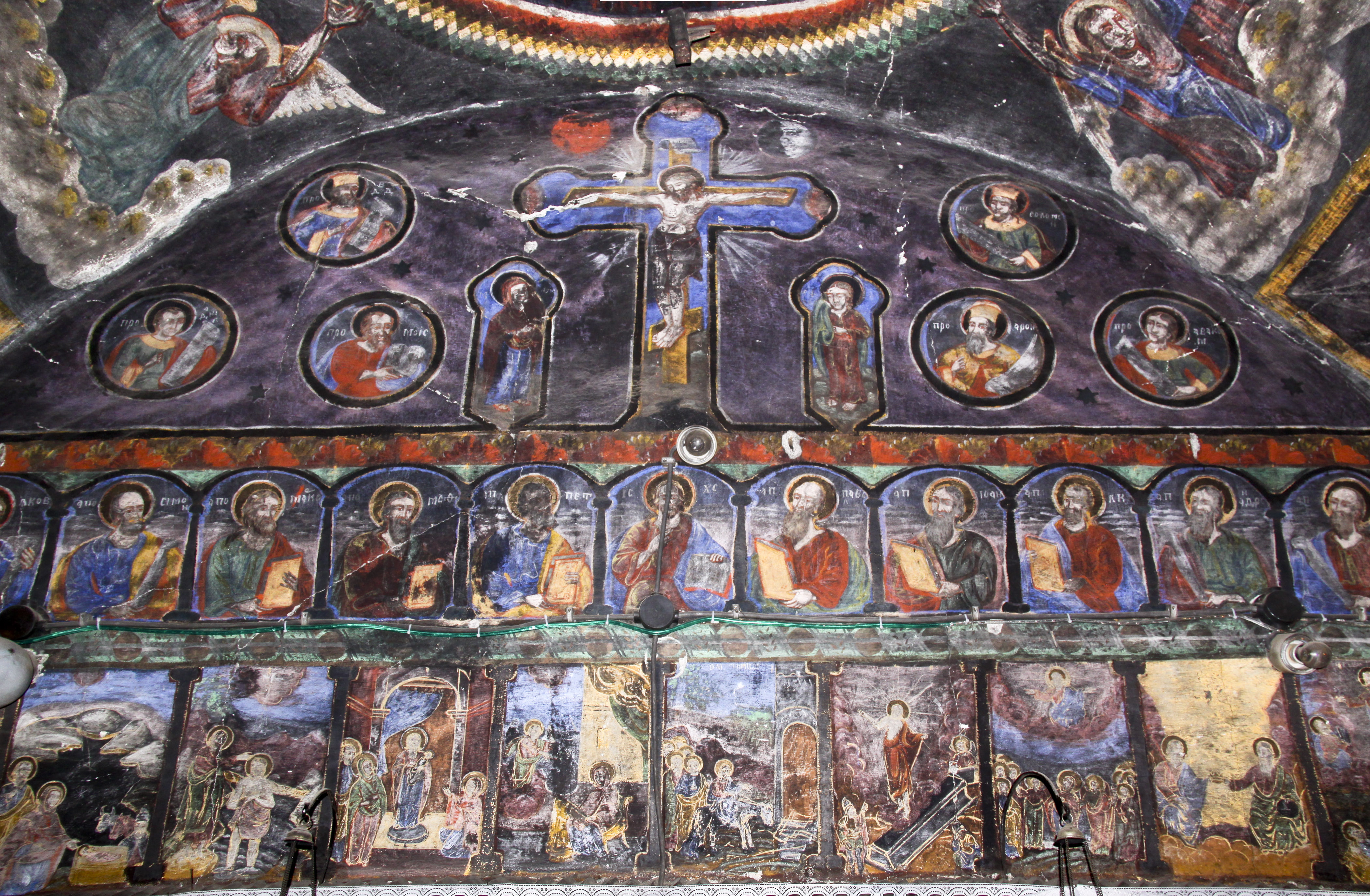
tâmpla
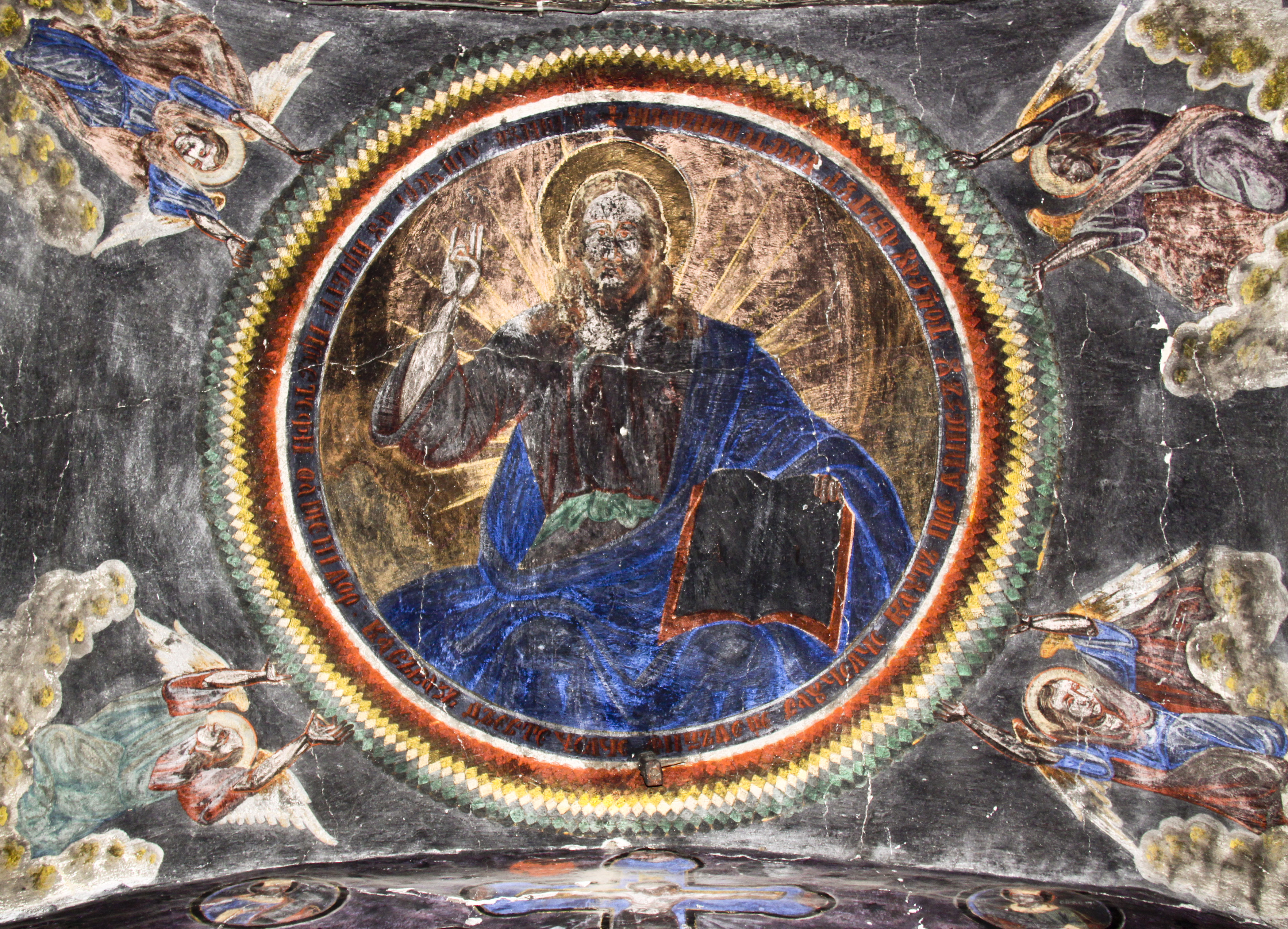
medalion pe boltă
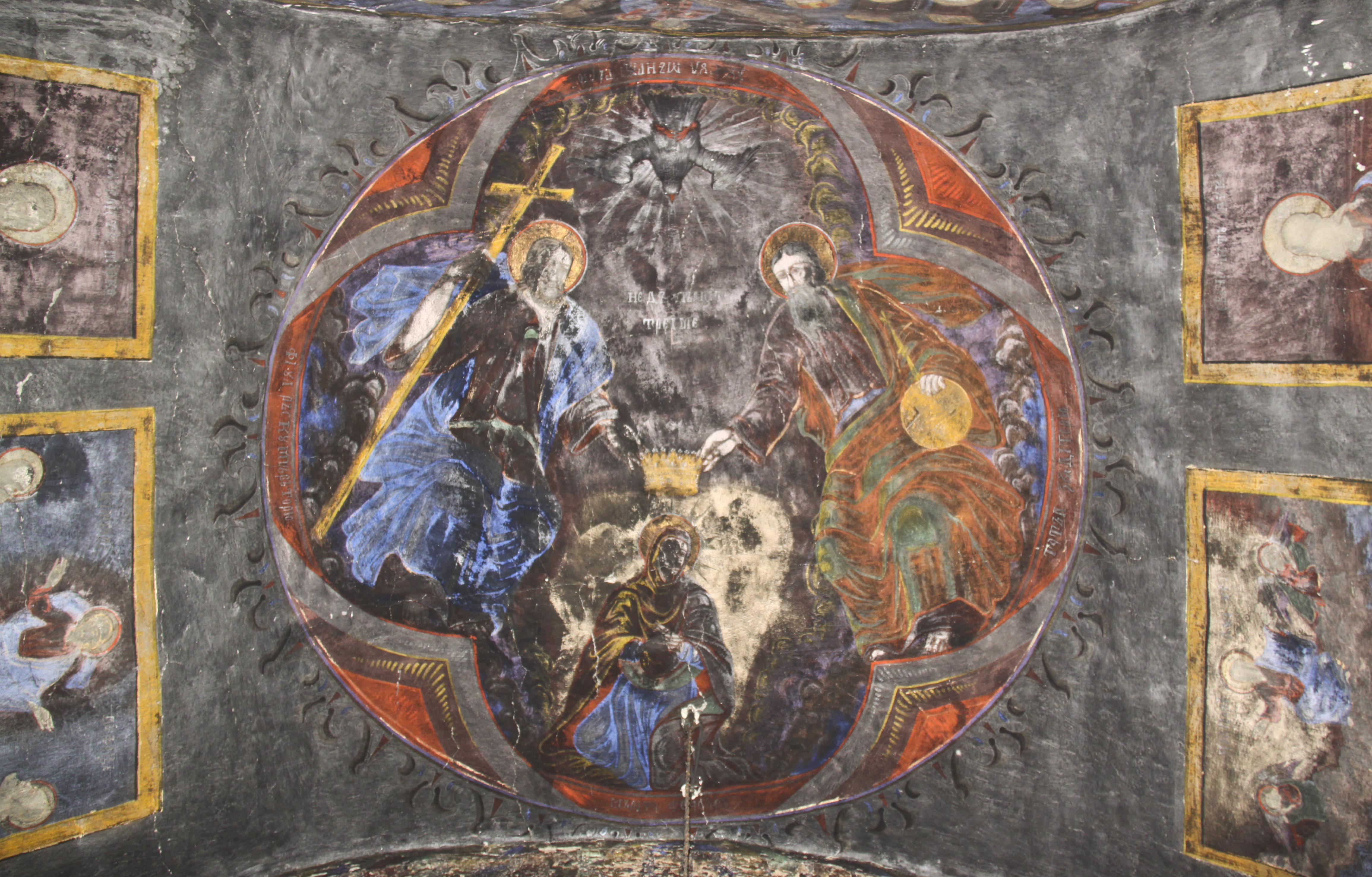
Sfânta Treime şi Maica Domnului
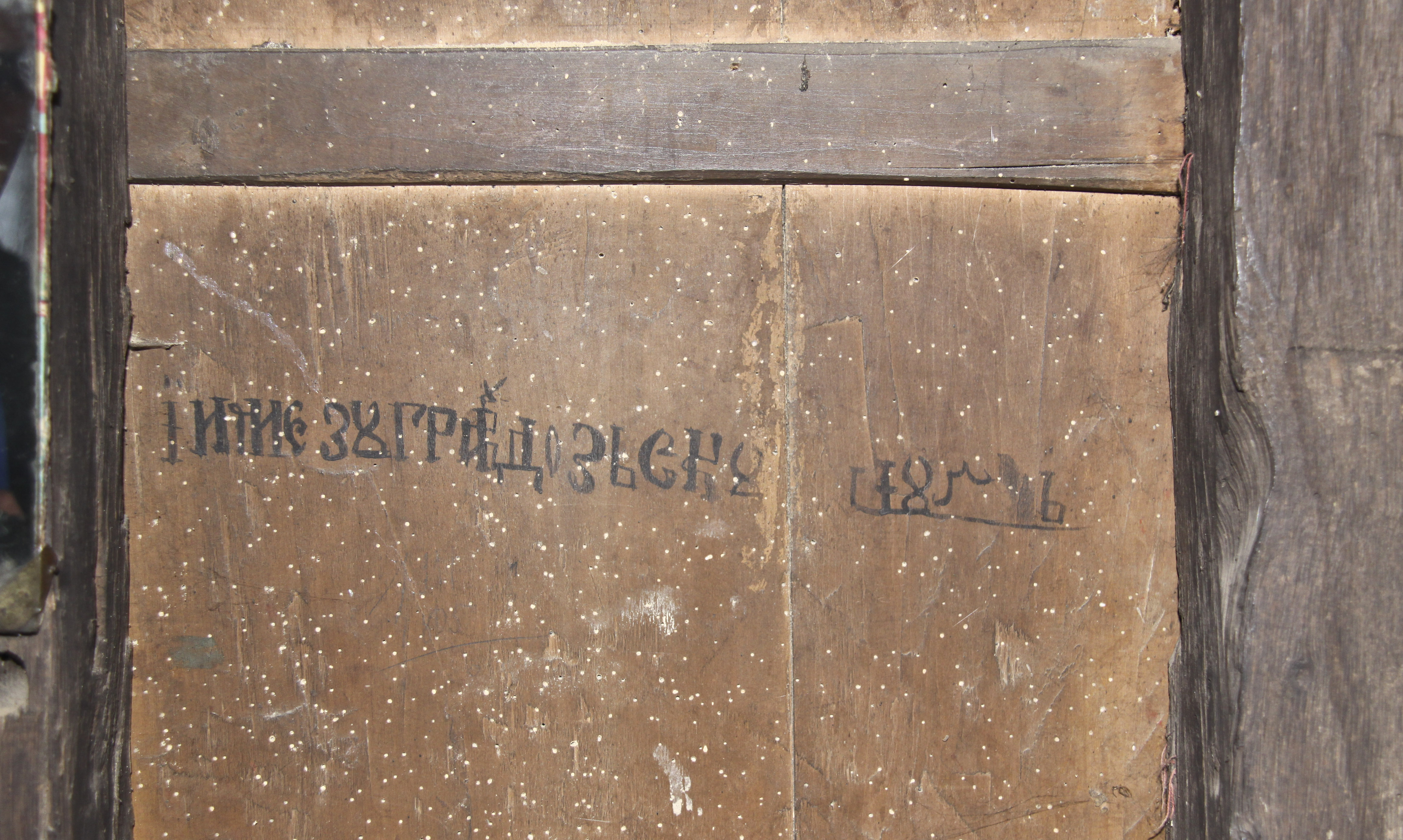
semnătură pe uşile împărăteşti, 1856
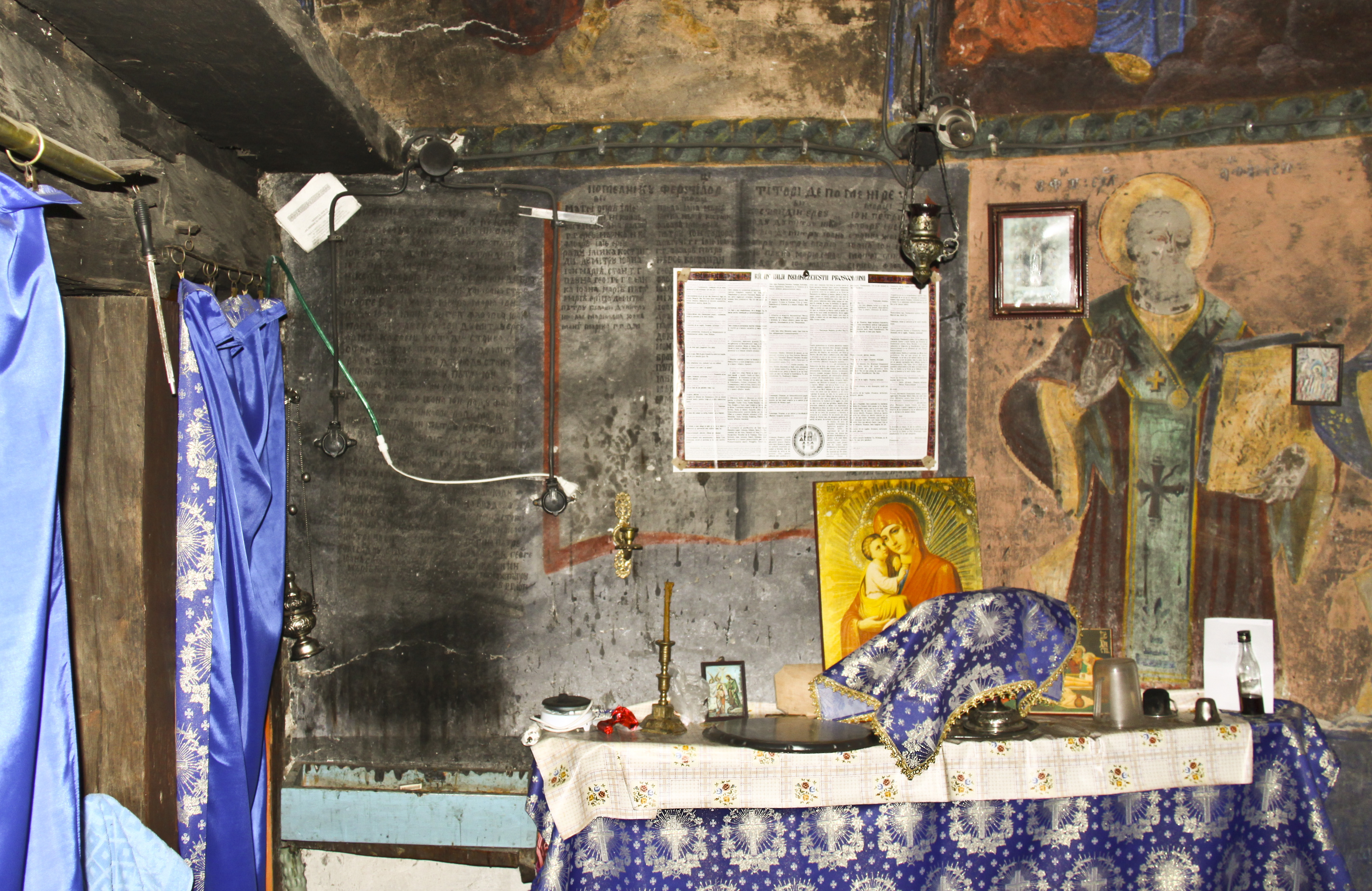
proscomoidia
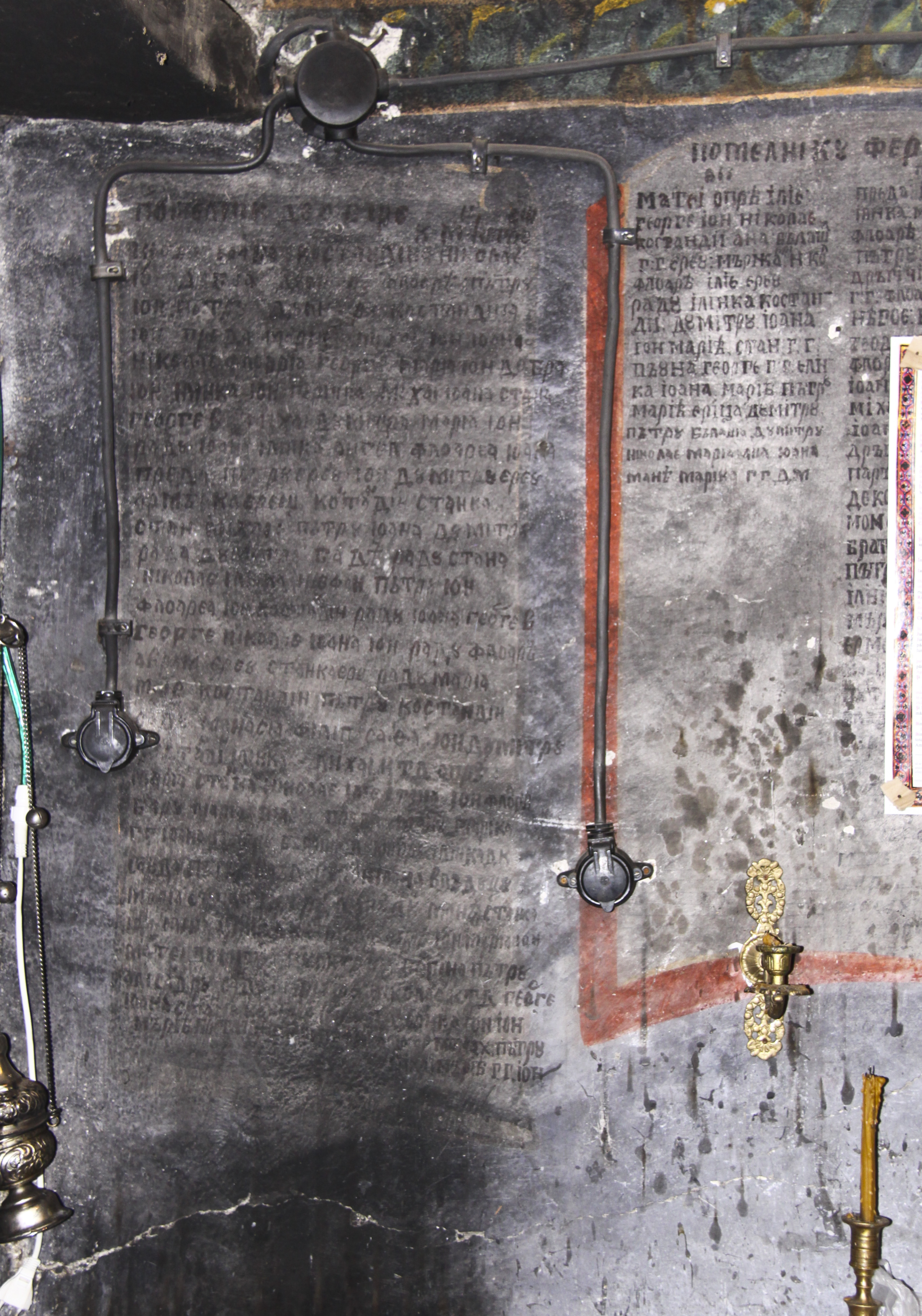
pomelnicele